# Mississippi-Klasse
Die Mississippi-Klasse war eine Klasse von zwei Schlachtschiffen (Einheitslinienschiffen) der United States Navy. Beide Schiffe wurden zwischen 1904 und 1908 gebaut. Nach einigen Jahren im Dienst der US Navy verkaufte diese die Linienschiffe an die griechische Marine, wo sie bis 1932 bzw. 1941 im Dienst standen. Am 23. April 1941 wurden beide Schiffe während des deutschen Balkanfeldzuges versenkt.

## Geschichte
Der Bau der beiden Schiffe wurde im Jahr 1903 bewilligt. Den Bauauftrag erhielt die Werft William Cramp and Sons in Philadelphia, die beide Schiffe am 12. Mai 1904 auf Kiel legte. Die Mississippi lief am 30. September 1905, die Idaho am 9. Dezember des gleichen Jahres vom Stapel. Die Fertigstellung zog sich bis Anfang 1908 hin, so dass die Mississippi am 1. Februar 1908, die Idaho genau zwei Monate später von der US Navy in Dienst gestellt werden konnte.
Die beiden Linienschiffe blieben bis zum Sommer 1914 im Dienst der US Navy. Im Juli 1914 kaufte Griechenland beide Schiffe für 12.535.275 $ an. Mit der Übernahme in die griechische Marine erhielt die Mississippi den neuen Namen Lemnos, die Idaho wurde in Kilkis umbenannt. Unter griechischer Flagge nahmen die Schiffe am Ersten Weltkrieg teil. Die Lemnos wurde 1932 außer Dienst gestellt, die Kilkis verblieb bis 1941 im aktiven Einsatz. Beide Schiffe wurden im April 1941 vor Salamis liegend während eines deutschen Flugzeugangriffs im Hafen versenkt.

## Technik
Die Mississippi-Klasse basierte auf den Entwürfen der vorausgehenden Connecticut-Klasse, deren Einheiten etwa zeitgleich gebaut wurden. Allerdings wurden die beiden Schiffe etwa 3000 t leichter geplant als ihre Vorgänger, was vor allem durch eine kleinere Maschinenanlage sowie eine reduzierte Bewaffnung möglich wurde. Daraus resultierend waren Mississippi und Idaho aber auch langsamer und schwächer als die Schiffe der Connecticut-Klasse.
Die Schiffe hatten eine Länge von 116,43 m, eine Breite von 23,47 m und einen Tiefgang von 7,52 m. Die Verdrängung lag zwischen 13.000 tn.l. und 14.465 tn.l. Sie besaßen anfangs nur einen Pfahlmast hinter dem vorderen Geschützturm. 1909 wurde auf beiden Schiffen zunächst ein achterer Gitterrohrmast ergänzt und später der vordere Pfahlmast gegen einen solchen ausgetauscht. Kurze Zeit waren die Linienschiffe mit beiden Masttypen ausgestattet.

### Antrieb
Die Schiffe waren mit zwei Verbunddampfmaschinen ausgestattet, die jeweils eine Welle antrieben und insgesamt 10.000 Shp (7.355 kW) entwickelten, mit der sie eine Höchstgeschwindigkeit von 17 Knoten (31 km/h) erreichte. Der Dampf wurde von acht Babcock & Wilcox Wasserrohrkessel geliefert. Als Brennstoffvorrat wurden bis zu 1800 t Kohle mitgeführt.

### Bewaffnung
Die Bewaffnung bestand aus einer Vielzahl unterschiedlicher Kaliber. Die Hauptbewaffnung war unterteilt in die schwere und die halbschwere Artillerie, wobei die schwere vier Geschütze des Kalibers 30,5 cm (12 Zoll) bildeten, die in zwei Türmen auf Back und Schanz aufgestellt waren. Die halbschwere Artillerie setzte sich aus acht Geschützen des Kalibers 20,3 cm (8 Zoll) sowie ebenfalls acht des Kalibers 17,8 cm (7 Zoll) zusammen. Die 20,3-cm-Geschütze waren in vier Türmen untergebracht, je zwei an jeder Schiffsseite, und die 17,8-cm-Geschütze in Kasematten unterhalb der 20,3-cm-Türme. Aufgrund dieser Kaliberverteilung werden die Schiffe der Mississippi-Klasse zu den Semi-dreadnoughts gezählt. Ergänzend befanden sich noch zwölf 7,6-cm-Kanonen, vier 4,7-cm-Geschütze sowie zwei des Kalibers 3,7 cm an Bord. Außerdem verfügten die Schiffe über zwei unter der Wasserlinie im Rumpf montierte Torpedorohre mit 53,3 cm (21 Zoll) Durchmesser.
Die Panzerung bestand aus Kc- und Harvey-Stahl. Der Gürtelpanzer erstreckte sich über die ganze Schiffslänge. Er maß im mittleren Bereich des Schiffs (mit einer Ausdehnung von 74,37 m bzw. 244 Fuß) 178 bis 229 mm und nahm zu den Schiffsenden hin auf 101 bis 178 mm ab. Die Barbetten der 30,5-cm-Türme waren mit 152 bis 254 mm Stahl gepanzert, die Türme selbst mit 203 bis 305 mm. Die Mittel- bzw. halbschwere Artillerie war mit einer 95 bis 178 mm starken Panzerung geschützt, während der Kommandoturm mit 229 mm gepanzert war.
Die Sollstärke der Besatzung belief sich auf 744 Mann.